# 産業医
産業医（、英: occupational health physician）は、企業等において労働者の健康管理等を行う医師である。
日本においては、1972年（昭和47年）の労働安全衛生法施行時に従来の「医師である衛生管理者」について、専門医学的立場で労働衛生を遂行する者であることを明確にするためにその呼称を改め、専門家として労働者の健康管理にあたることとしたものである（昭和47年9月18日基発602号）。同法等により、一定規模以上の事業場には産業医の選任が義務付けられる。なお国家公務員においては労働安全衛生法が適用されないため、代わりに健康管理医が配置される。
労働安全衛生法について、以下では条数のみ記す。

## 資格
産業医は、医師であり、労働者の健康管理等を行うのに必要な医学に関する知識について、以下の要件のいずれかを備えた者でなければならない（第13条2項、規則第14条2項）。
1. 労働者の健康管理等を行うのに必要な医学に関する知識についての研修であって厚生労働大臣の指定する者（法人に限る）が行うものを修了した者
  - 「研修」について、告示（最終改正平成29年厚生労働省告示第97号）によって研修科目の範囲、履修方法及び時間が定められ、現在日本医師会[1]、産業医科大学が産業医の認定を行っている[2]。
2. 産業医の養成等を行うことを目的とする医学の正規の課程を設置している産業医科大学その他の大学であって厚生労働大臣が指定するものにおいて当該課程を修め、卒業した者であり、その大学が行う実習を履修した者
3. 労働衛生コンサルタント試験に合格した者で、その試験の区分が保健衛生であるもの
4. 学校教育法による大学において労働衛生に関する科目を担当する教授、准教授又は講師（常時勤務する者に限る）の職にあり、又はあった者
5. その他厚生労働大臣が定める者

産業医は、労働者の健康管理等を行うのに必要な医学に関する知識に基づき、誠実にその職務を行わなければならない（第13条3項）。産業医は、労働者の健康管理等を行うために必要な医学に関する知識・能力の維持向上に努めなければならない（規則第14条7項）。

## 選任
事業者は、すべての業種において、常時50人以上の労働者を使用する事業場ごとに1人以上の産業医を選任しなければならない。事業者は、産業医を選任すべき事由が発生した日から14日以内に選任しなければならず、選任したときは遅滞なく選任報告書を所轄労働基準監督署長に提出しなければならない（規則第13条1項1号）（学校保健安全法の規定により任命・委嘱された学校医の場合は選任報告書の提出は不要）。事業者は、産業医を選任することができないやむを得ない事由がある場合で、所轄都道府県労働局長の許可を受けたときは、これらの規定によらないことができるが（規則第13条3項）、許可の実例は近年は毎年一桁の件数である。安全衛生管理に係る他職とは異なり、行政官庁による監督に関する規定はない。
常時3000人を超える労働者を使用する事業場においては、2人以上の産業医を選任しなければならない（規則第13条1項4号）。
以下の事業場については、産業医はその事業場に専属の者でなければならない（規則第13条1項3号）。
1. 常時1000人以上の労働者を使用する事業場
2. 以下の有害業務に常時500人以上の労働者を使用する事業場
  - 多量の高熱物体を取り扱う業務及び著しく暑熱な場所における業務
  - 多量の低温物体を取り扱う業務及び著しく寒冷な場所における業務
  - ラジウム放射線、X線その他の有害放射線にさらされる業務
  - 土石、獣毛等のじんあい又は粉末を著しく飛散する場所における業務
  - 異常気圧下における業務
  - さく岩機、鋲打機等の使用によつて、身体に著しい振動を与える業務
  - 重量物の取扱い等重激な業務
  - ボイラー製造等強烈な騒音を発する場所における業務
  - 坑内における業務
  - 深夜業を含む業務
  - 水銀、砒素、黄リン、弗化水素酸、塩酸、硝酸、硫酸、青酸、苛性アルカリ、石炭酸その他これらに準ずる有害物を取り扱う業務
  - 鉛、水銀、クロム、砒素、黄リン、弗化水素、塩素、塩酸、硝酸、亜硫酸、硫酸、一酸化炭素、二硫化炭素、青酸、ベンゼン、アニリンその他これらに準ずる有害物のガス、蒸気又は粉じんを発散する場所における業務
  - 病原体によって汚染のおそれが著しい業務
  - その他厚生労働大臣が定める業務

また、医師であっても以下の者は産業医として選任できない（規則第13条1項2号）。平成29年の改正規則施行までは産業医の事業場内での役職について特に制限する規定がなかったため、企業の代表取締役、医療法人の理事長、病院の院長等が産業医を兼務している事例がみられるところであったが、労働者の健康管理は一定の費用を伴うものであるため、以下の者が産業医を兼務した場合、労働者の健康管理よりも事業経営上の利益を優先する観点から、産業医としての職務が適切に遂行されないおそれが考えられるためである。
- 法人の代表者
- 事業を営む個人（事業場の運営について利害関係を有しない者を除く。）
- 事業場においてその事業の実施を統括管理する者

産業医を選任した事業者は、その事業場における産業医の業務の内容その他の産業医の業務に関する事項で厚生労働省令で定めるものを、常時各作業場の見やすい場所に掲示し、又は備え付けることその他の厚生労働省令で定める方法により、労働者に周知させなければならない（第102条2項）。「厚生労働省令で定めるもの」とは、以下の事項である（規則第98条の2第2項）。
- 事業場における産業医（第13条の2に規定する者を含む）の業務の具体的な内容
- 産業医に対する健康相談の申出の方法
- 産業医による労働者の心身の状態に関する情報の取扱いの方法

事業者は、産業医が辞任したとき又は産業医を解任したときは、遅滞なくその旨・その理由を衛生委員会又は安全衛生委員会に報告しなければならない（規則第13条4項）。
産業医の選任・職務義務違反をした者は、50万円以下の罰金に処せられる（第120条）。
産業医の選任義務のない事業場（常時50人未満の労働者を使用する事業場）では、事業者は、労働者の健康管理等を行うのに必要な医学に関する知識を有する医師・保健師に労働者の健康管理等の全部又は一部を行わせるように努めなければならない（第13条の2、規則第15条の2）。この規定により医師等に労働者の健康管理等の全部又は一部を行わせるに当たっては、産業医の選任、国が第19条の3の規定により援助として行う労働者の健康管理等に係る業務についての相談その他の必要な援助の事業の利用等に努めるものとされ（規則第15条の2第2項） 該当する事業場は、都道府県ごとに設置される地域産業保健センターが利用でき、医師等が原則無料で相談等に応じている。

## 職務
事業者は、産業医に労働者の健康管理等を行わせなければならない（第13条1項）。 具体的職務としては次の事項で医学に関する専門的知識を必要とするものである（規則第14条1項）。
1. 健康診断の実施及びその結果に基づく労働者の健康を保持するための措置
  - これは必ずしも産業医自らが健康診断を行わなければならないということを義務付けているものではないが、産業医の選任義務のある事業場においては、事業者は、当該事業場の労働者の健康管理を担当する産業医に対して、健康診断の計画や実施上の注意等について助言を求めることが必要である（「健康診断結果に基づき事業者が講ずべき措置に関する指針」平成8年10月1日健康診断結果措置指針公示第1号、最終改正平成29年4月14日公示第9号）。
  - 昭和53年の改正規則施行により、（健康診断を産業医でなく健診機関が行った場合でも）事業場から労働基準監督署長に提出する定期健康診断実施報告書に産業医の記名押印をする欄を設ける様式改正がなされた。報告書の提出義務がある事業場は、同時に産業医の選任義務がある事業場であるから、産業医が選任されていないということは、法的にあり得ないはずであり、この改正が産業医制度の定着に大きく寄与することとなった[8]。なお令和2年8月の改正省令施行により行政手続における押印等の見直しやオンライン利用率の向上等の観点から産業医の押印は不要となった。このことは、事業者が医師等による健康診断やその結果に基づく医師等からの意見聴取を実施する義務がなくなったことを意味するものではなく、引き続き、安衛法等に基づき、事業者は医師等による健康診断やその結果に基づく医師等からの意見聴取等を実施しなければならないこと（令和2年8月28日基発0828第1号）。
2. 厚生労働省令で定める要件に該当する者（月80時間超の時間外労働により疲労の蓄積が認められる労働者）に対し、面接指導及びその結果に基づく必要な措置の実施並びにこれらの結果に基づく労働者の健康を保持するための措置に関すること。
3. 心理的な負担の程度を把握するための検査（ストレスチェック）の実施並びに面接指導の実施及びその結果に基づく労働者の健康を保持するための措置に関すること（2015年（平成27年）12月より施行）。
  - 2,3に該当する労働者に対し、産業医は面接指導の申出を行うよう勧奨することができる。
  - 衛生委員会等においてストレスチェック制度に関する事項について調査審議するに当たっては、その構成員であり、ストレスチェックの実施等において中心的役割を担う者でもある産業医の衛生委員会等への出席の徹底を図り、その役割が適切に果たされる必要がある（平成27年5月1日基発0501第3号）[9]。
  - 面接指導は、面接指導を受ける労働者の所属する事業場の状況を日頃から把握している当該事業場の産業医その他労働者の健康管理等を行うのに必要な知識を有する医師（以下「産業医等」という。）が行うことが望ましい。面接指導を実施した医師が、当該面接指導を受けた労働者の所属する事業場の産業医等でない場合には、当該事業場の産業医等からも面接指導を実施した医師の意見を踏まえた意見を聴取することが望ましい（平成27年5月1日基発0501第3号）。
4. 作業環境の維持管理と改善
5. 作業の管理
  - 産業医は、少なくとも毎月1回の作業場等巡視を行い、作業方法又は衛生状態に有害のおそれがあるときは、直ちに、労働者の健康障害を防止するため必要な措置を取らなければならない（規則第15条1項）。なお2017年（平成29年）6月からは、産業医が事業者から毎月1回以上、次に掲げる情報の提供を受けている場合であって事業者の同意を得ているときは、巡視の頻度は「少なくとも毎月1回」が「少なくとも二月に1回」となる。この事業者の同意は、産業医の意見に基づいて、衛生委員会において調査審議[10]を行った結果を踏まえて行うことが必要である（平成29年3月31日基発0331第68号）。
    - 衛生管理者が行う巡視の結果（巡視を行った衛生管理者の氏名、巡視の日時、巡視した場所、「設備、作業方法又は衛生状態に有害のおそれがあるとき」と判断した場合における有害事項及び講じた措置の内容、その他労働衛生対策の推進にとって参考となる事項）
    - 時間外労働が月当たり80時間を超えた労働者の氏名及びその超えた時間に関する情報
    - その他労働者の健康障害を防止し、又は労働者の健康を保持するために必要な情報であつて、衛生委員会調査審議を経て事業者が産業医に提供することとしたもの
6. 上記以外の労働者の健康管理に関すること
  - 具体的には、健康管理計画の企画・立案に参画すること、化学物質等の有害性の調査及びその結果に基づく措置に関することのほか、疾病管理及び救急措置に関すること等がある（昭和63年9月16日基発第602号）。
7. 健康教育、健康相談その他労働者の健康の保持増進を図るための措置
8. 衛生教育
9. 労働者の健康障害の原因調査、再発防止の措置、であって医学に関する専門的知識を必要とするもの
  - 産業医は、労働者の健康を確保するため必要があると認めるときは、事業者に対し、労働者の健康管理等について必要な勧告をすることができる（第13条3項）。事業者は、当該勧告を受けたときは、これを尊重しなければならない（第13条4項）。産業医は、勧告をしようとするときは、あらかじめ勧告の内容について、事業者の意見を求めることとされ、事業者は、勧告を受けたときは、勧告の内容・勧告を踏まえて講じた措置の内容（措置を講じない場合は、その旨・その理由）を記録し、これを3年間保存しなければならない（規則第14条の3）。事業者は、勧告を受けたときは、勧告を受けた後、遅滞なく勧告の内容、勧告を踏まえて講じた措置又は講じようとする措置の内容（措置を講じない場合にあっては、その旨・その理由）を衛生委員会等に報告しなければならない（第13条6項）。

事業者は、産業医に対し、上記事項をなし得る権限を与えなければならない（規則第15条2項）。この「権限」には以下の事項を含む（規則第14条の4）。
- 事業者又は総括安全衛生管理者に対して意見を述べること。
- 労働者の健康管理等を実施するために必要な情報を労働者から収集すること。
- 労働者の健康を確保するため緊急の必要がある場合において、労働者に対して必要な措置をとるべきことを指示すること。

産業医を選任した事業者は、産業医に対し、以下の情報を提供しなければならない（規則第13条の2~第15条の2）。情報提供の方法は書面によることが望ましい。
- 健康診断、長時間労働者に対する面接指導、ストレスチェックに基づく面接指導実施後の既に講じた措置又は講じようとする措置の内容に関する情報（措置を講じない場合は、その旨・その理由）
- 時間外・休日労働時間が1月当たり80時間を超えた労働者の氏名・当該労働者に係る当該超えた時間に関する情報（高度プロフェッショナル制度対象労働者については、1週間当たりの健康管理時間が40時間を超えた場合におけるその超えた時間（健康管理時間の超過時間））
- 労働者の業務に関する情報であって産業医が労働者の健康管理等を適切に行うために必要と認めるもの

産業医は、自己の職務に関する事項について、総括安全衛生管理者に対して勧告し、又は衛生管理者に対して指導・助言することができる（規則第14条3項）。事業者は、当該勧告等をしたことを理由として、産業医に対し解任その他の不利益な取り扱いをしないようにしなければならない（規則第14条4項）。
従業員が健康相談などを産業医に話した場合に、その内容を全て会社（上司）に筒抜けにすると、モラルの低い会社ではリストラの対象となりうる懸念がある。そのため、産業医が正当な理由なく業務上取り扱ったことについて知り得た人の秘密を漏らしたときは、6月以下の懲役又は10万円以下の罰金に処される（秘密漏示罪、刑法第134条）。

## 動向
厚生労働省「平成30年労働安全衛生調査」によれば、産業医を選任している事業所の割合は29.3%となっており、産業医の選任義務がある事業所規模50人以上でみると、84.6%となっている。事業所規模が大きくなるほど選任割合が高くなっていて、事業所規模1000人以上（産業医の専属が義務付けられる）では99.7%であるのに対して、事業所規模50人~99人では76.8%にとどまっていて、選任の徹底が必要となっている。なお選任義務のない事業所規模30人~49人では28.1%、事業所規模10人~29人では17.8%となっている。産業医を選任している事業所について、産業医に提供している労働者に関する情報（複数回答）をみると、「健康診断等の結果を踏まえた就業上の措置の内容等」が 74.6%と最も多く、次いで「労働者の業務に関する情報で、産業医が必要と認めるもの」が 57.4%となっている。
産業医の選任義務がある従業者規模50人以上の事業所数は16万余であるが、産業医の養成研修・講習を修了した医師の数は約9万人であり、産業医の需給状況についてはこうした有資格者数や事業場数の状況に加え産業医の提供するサービスの内容、産業医の質の問題、事業場規模や業種を考慮した産業医の活動量、事業場が求めるサービスの内容等も含めて検討する必要がある。

## 国家公務員において
国家公務員一般職には、労働安全衛生法が適用されない（国家公務員法附則抄第十六条）。代わって健康管理医が設置される。

（健康管理医）

第九条　各省各庁の長は、第五条第一項の組織区分ごとに、健康管理医を置かなければならない。

２　健康管理医は、医師である職員（当該健康管理医を指名しようとする組織区分に係る各省各庁の長及び当該組織区分の長を除く。）のうちから指名し、又は医師である者に委嘱するものとする。

３　健康管理医は、指導区分の決定又は変更その他人事院の定める健康管理についての指導等の業務（以下「健康管理指導等」という。）を行うものとする。

４　健康管理医は、職員の健康管理指導等を行うのに必要な医学に関する知識に基づいて、誠実にその職務を行わなければならない。

５　各省各庁の長は、健康管理医に対し、人事院の定めるところにより、職員の勤務時間に関する情報その他の健康管理医が職員の健康管理指導等を適切に行うために必要な情報として人事院の定めるものを提供しなければならない。

６　各省各庁の長は、健康管理医による職員の健康管理指導等の適切な実施を図るため、健康管理医が職員からの健康相談に応じ、適切に対応するために必要な体制の整備その他の必要な措置を講ずるように努めなければならない。

７　各省各庁の長は、健康管理医の業務の内容その他の健康管理医の業務に関する事項で人事院の定めるものを、常時各勤務場所の見やすい場所に掲示し、又は備え付けることその他の人事院の定める方法により、職員に周知させなければならない。
—人事院規則一〇―四（職員の保健及び安全保持）

## 歴史
- 1938年 - 工場法において、従業員500人以上の事業所での「工場医」の選任を義務付ける[1]。
- 1947年 - 労働基準法へと改訂され、医師である衛生管理者の選任を義務付ける[1]。
- 1972年 - 労働安全衛生法に移管され、「産業医」としての名称で規定される[1]。
- 1996年 - 産業医の選任要件について、医師への産業医研修が義務付けられる[1]。